# BE;TWIN
《BE;TWIN》(비트윈)은 2021년 11월 26일에 방영한 《KBS 드라마 스페셜 2021》 시리즈 중 다섯 번째 작품이다.

## 줄거리
윤이와 환이는 곁모습은 같지만 성격이나 말투, 그리고 생각 같은, 뭐 하나 비슷한 것이 없다. 어릴 때부터 공부를 잘한 윤이는 5급 공무원 준비생이 되었고, 환이는 좋아하는 걸 하기 위해 영화감독이 되기로 마음먹었다.
어느 날, 환이는 자기 우상이던 영화감독 청과 일을 할 기회를 얻게 되었지만, 하필 중요한 미팅에 갈 수 없는 상황에 놓인다. 환이는 어떻게든 기회를 잡아야 하기에 윤이에게 간곡히 부탁하고, 결국 매일 똑같은 수험 일과를 보내던 윤이는 청을 만났는데, 그녀에게 매료되고 만다.

## 등장 인물

### 주요 인물
- 성유빈 : 김윤이 역 - 쌍둥이 동생, 행정고시 준비생

한 해 빨리 초등학교에 입학해서 대학도 남들보다 한 해 빨리 갔다. 일류 대학 행정학과에 진학해 5급 공무원 준비를 곧바로 시작했다. 늘 파란 불, 프리패스 인생이었다. 물론 그 밑엔 다른 이들의 희생이 있음을 안다. 가족, 특히 형 환이의 희생을 고맙게 생각하는 한편 답답하기도 하다. 그러나 한 번에 붙을 것만 같던 고시 생활이 길어지고, 저 역시 지쳐간다. 그러던 중 형의 부탁으로 대신 나간 자리에서 청에게 첫눈에 반하고 만다. 지금껏 한 번도 느껴보지 못한 감정에 강하게 흔들리기 시작한다.
- 성유빈 : 김환이 역 - 쌍둥이 형, 영화감독 지망생

모든 게 잘난 동생 윤이 덕에 하고 싶은 일을 하며 살았다. 자신보다 훨씬 똑똑한 동생 윤이의 뒷바라지를 하며, 영화감독이 되고 싶다는 꿈을 즐거이 키워간다. 그러던 중 자신의 우상인 청과 꿈만 같은 시나리오 작업을 제안받으나, 반드시 참석해야 하는 약속으로 갈 수 없게 되었다. 하지만 이것이 어떤 파국을 불러올지 예상하지 못한 채로 자신과 얼굴이 같은 동생에게 무리한 부탁을 하게 된다.
- 홍수주 : 홍청 역 – 영화감독, 환이의 대학 선배

젊은 나이에 감독으로 데뷔해 충무로의 샛별이라 불리지만, 빠른 성공이 늘 달가운 것만은 아니며 그 책임의 무게만큼 누르는 압박감에 늘 피로하다. 그러던 중 한 남자애를 만나, 그 아이에게서 자신의 과거를 보고, 미래를 꿈꾸는 것이 매우 흥미롭다.

### 그 외 인물
- 김영웅 : 제작사 대표 역
- 이지하
- 최교식
- 김이경
- 이예영
- 권반석
- 최이선
- 김진
- 이민재
- 고하은

### 우정출연
- 신주협 : 조감독 역
- 김현목 : 환이의 친구 역